# Comando marittimo alleato di Northwood
L'Allied Maritime Command (Marcom) costituisce il comando centrale delle forze marittime della NATO ed è alle dipendenze dell'Allied Joint Force Command Naples e Allied Joint Force Command Brunssum e  dell'Allied Command Operations (Comando Operazioni Alleate) di SHAPE (Quartier generale supremo delle potenze Alleate in Europa). Il comando ha sede presso il Quartier generale di Northwood a Eastbury nell'Hertfordshire a nord-ovest di Londra.

## Storia
Il comando venne costituito nel 1952 come Comando in Capo Atlantico orientale (CINCEASTLANT) come parte del Supremo comando Alleato dell'Atlantico (SACLANT) e il suo comando venne affidato all'ammiraglio comandante della Home Fleet.
Nel 2004 il Comando in Capo dell'Atlantico orientale è stato riconfigurato come Allied Maritime Command Component Northwood ('CC-Mar' o AMCCN) e nel 2010 è stato ribattezzato Allied Maritime Command, comando della componente marittima dell'Allied Joint Force Command Brunssum e dell'Allied Joint Force Command Naples.

## Ruolo
Il Marcom è stato creato per assicurare l'interoperabilità delle forze marittime della Nato e per fornire il comando complesso di eventuali operazioni marittime su larga scala. Dipende funzionalmente dai due comandi operativi strategici: Allied Joint Force Command Naples e Allied Joint Force Command Brunssum.
Lo Staff di comando:
- Comandante: Viceammiraglio Mike Utley (Royal Navy);
- Vice Comandante: Viceammiraglio Didier Maleterre (Marina Militare francese)
- Capo di Stato maggiore: Retroammiraglio Jose Enrique Delgado (Marina Militare spagnola);
- Comandante operazioni navali di superficie: Ammiraglio di flottiglia Stefan D. Pauly (Marina Militare tedesca);
- Comandante forza sommergibili: Retroammiraglio Stephen G. Mack (Marina Militare degli Stati Uniti);
- Sottocapo di Stato maggiore-pianificazione: Commodoro Rafael Rodrigues Pinto (Marina Militare portoghese);
- Sottocapo di Stato maggiore-supporti: Contrammiraglio Özgür Erken (Marina Militare turca)
- Comandante forza aeronavale: Commodoro Ilias Raptis (Marina Militare greca);
- Consulente politico: James H. Bergeron (Stati Uniti);
- Comando sottufficiali: Warrant officer 1st class Nicholas Seal (Royal Navy).

## Comandi dipendenti
- NATO Maritime Air Command;
- NATO Submarines Command;
- Standing NATO Maritime Group 1
- Standing NATO Maritime Group 2
- Standing NATO Mine Countermeasures Group 1
- Standing NATO Mine Countermeasures Group 2

## Operazioni
- Ocean Shield
- Active Endeavour
- Sea Guardian